# Axel Dutrie
Axel Dutrie, né le 7 décembre 1978, est un pilote français de rallye-raid et de course sur sable en quad.
Il est également le créateur de la marque « drag’on »,gérant d'une société de vente d'accessoires pour quad et moto depuis 2010 et est aussi manager d'une structure dédiée à l'assistance, la location et la fabrication de motos, quad et SSV pour le rallye.

## Palmarès

### Résultats au Rallye Dakar
| Année | Catégorie | Marque            | Position | Victoires d'étapes |
| ----- | --------- | ----------------- | -------- | ------------------ |
| 2017  | quad      | Yamaha YFZ 450R   | 5e       |                    |
| 2018  | quad      | Yamaha Raptor 700 | 9e       | Étape 7            |
| 2019  | quad      | Yamaha YFZ 450R   | abandon  |                    |

### Résultats en rallye
- Vainqueur au Rallye du Merzouga 2019[1]
- Vainqueur au Rallye de Sardaigne 2018
- Vainqueur au Rallye du Maroc 2018
- Vainqueur au Rallye du Merzouga 2018
- 3e place au Rallye du Maroc 2017
- 3e place au Rallye de Sardaigne en 2016
- 3e place au Rallye du Maroc en 2016